# گامویل (کارولینای جنوبی)
گامویل (به انگلیسی: Gumville) یک منطقهٔ مسکونی در ایالات متحده آمریکا است که در شهرستان برکلی، کارولینای جنوبی واقع شده‌است. گامویل ۱۲٫۱۹ متر بالاتر از سطح دریا واقع شده‌است.